# Mistrzostwa Europy w Biathlonie 2024
31. Mistrzostwa Europy w Biathlonie odbyły się w słowackim Osrbliu w dniach 24 - 28 stycznia 2024 roku. Wyniki tych zawodów były zaliczane do klasyfikacji generalnej Pucharu IBU.
W sumie rozegranych zostało osiem konkurencji: pojedyncza sztafeta mieszana, sztafeta mieszana, sprinty, biegi pościgowe oraz biegi indywidualne kobiet i mężczyzn.
W przeszłości Osrblie było gospodarzem Mistrzostw Świata w Biathlonie 1997, oraz Mistrzostw Europy w Biathlonie 2012.

## Program i medaliści
Harmonogram zawodów sporządzono na podstawie materiału źródłowego:
| Konkurencja                  | Data        | Złoto                                                             | Srebro                                                                             | Brąz                                                                              | Źr.    |
| ---------------------------- | ----------- | ----------------------------------------------------------------- | ---------------------------------------------------------------------------------- | --------------------------------------------------------------------------------- | ------ |
| Bieg indywidualny kobiet     | 24 stycznia | Maren Kirkeeide                                                   | Alina Striemous                                                                    | Ema Kapustová                                                                     | [ 4 ]  |
| Bieg indywidualny mężczyzn   | 24 stycznia | Vebjørn Sørum                                                     | Johan-Olav Botn                                                                    | Martin Uldal                                                                      | [ 5 ]  |
| Sprint kobiet                | 26 stycznia | Ida Lien                                                          | Maren Kirkeeide                                                                    | Chrystyna Dmytrenko                                                               | [ 6 ]  |
| Sprint mężczyzn              | 26 stycznia | Antonin Guigonnat                                                 | Johan-Olav Botn                                                                    | Isak Frey                                                                         | [ 7 ]  |
| Bieg pościgowy kobiet        | 27 stycznia | Maren Kirkeeide                                                   | Emilie Ågheim Kalkenberg                                                           | Océane Michelon                                                                   | [ 8 ]  |
| Bieg pościgowy mężczyzn      | 27 stycznia | Isak Frey                                                         | Dmitrij Szamajew                                                                   | Antonin Guigonnat                                                                 | [ 9 ]  |
| Pojedyncza sztafeta mieszana | 28 stycznia | Szwecja Anton Ivarsson · Sara Andersson                           | Norwegia Vebjørn Sørum · Emilie Ågheim Kalkenberg                                  | Austria Patrick Jakob · Kristina Oberthaler                                       | [ 10 ] |
| Sztafeta mieszana            | 28 stycznia | Norwegia Isak Frey · Johan-Olav Botn · Ida Lien · Maren Kirkeeide | Francja Théo Guiraud-Poillot · Antonin Guigonnat · Océane Michelon · Camille Bened | Włochy Nicola Romanin · Nicolò Betemps · Beatrice Trabucchi · Hannah Auchentaller | [ 11 ] |

## Klasyfikacja medalowa
*   Gospodarz ( Słowacja)
| Miejsce | Reprezentacja | Złoto | Srebro | Brąz | Razem |
| ------- | ------------- | ----- | ------ | ---- | ----- |
| 1       | Norwegia      | 6     | 5      | 2    | 13    |
| 2       | Francja       | 1     | 1      | 2    | 4     |
| 3       | Szwecja       | 1     | 0      | 0    | 1     |
| 4       | Rumunia       | 0     | 1      | 0    | 1     |
| 4       | Mołdawia      | 0     | 1      | 0    | 1     |
| 6       | Włochy        | 0     | 0      | 1    | 1     |
| 6       | Austria       | 0     | 0      | 1    | 1     |
| 6       | Ukraina       | 0     | 0      | 1    | 1     |
| 6       | Słowacja*     | 0     | 0      | 1    | 1     |
| Razem   | Razem         | 8     | 8      | 8    | 24    |